# 伏羲
伏羲（又称宓羲、炮犧、庖牺、包牺、羲皇、虙羲、皇羲及太昊等）是中国传说时代的人物，為《史記》中的三皇五帝之一。伏羲不仅在古代被视为人文始祖，其神话形象和事迹也深刻影响了后世的道教、儒家及民间信仰体系。

## 記載及起源

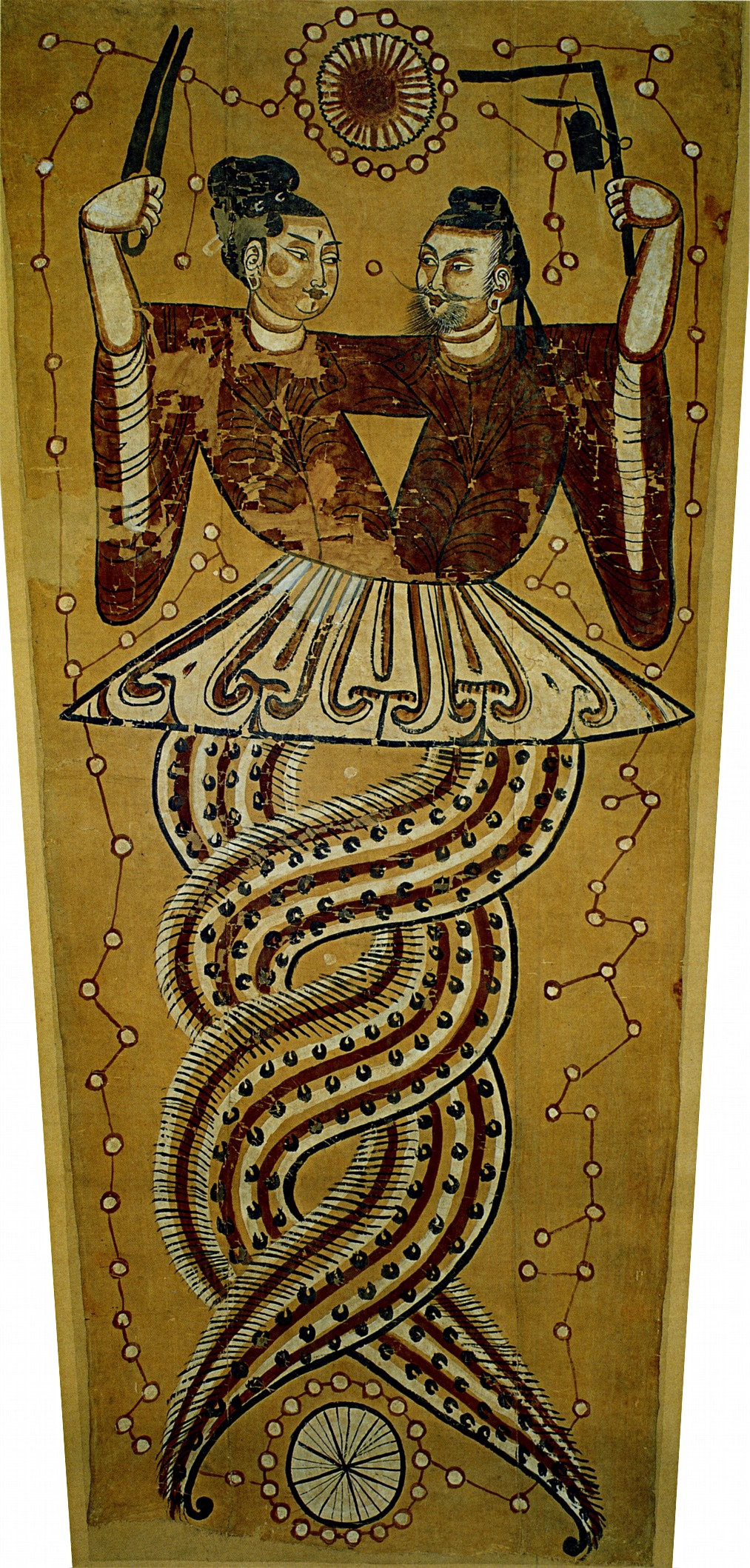
伏羲與女媧

伏羲的名字最早见于战国时期的文献，如《易·系辞下传》、《管子·封禅》、《庄子》、《楚辞》、《战国策》等作品中，与女娲并称则最早见于汉代《淮南子·览冥》篇。
伏羲传说的内容，因时代不同而异。西晋《帝王世纪》云伏羲氏生於成纪。相传伏羲氏教民结网、渔猎畜牧、制造八卦等，亦传说伏羲创文字、古琴。《白虎通义》云：“三皇者何谓也，伏羲、女娲、神农是也。”把伏羲推到三皇的地位。據傳伏羲與女娲為兄妹，“伏羲鳞身，女娲蛇躯”，兩人結為夫婦，因而被後人稱之為龍祖。
東漢《潛夫論》記載，赤帝魁隗氏，號神農氏，被稱為炎帝，取代伏羲氏成為天下共主。司马贞指出伏羲與女娲為华胥氏所生，在燧人氏之後為王。
伏羲氏自古以来被奉为华夏族群的人文始祖；同时在神话中，也被认为是所有人类的祖先，伏羲氏是三皇之一，徙治陈仓，定都于陈宛丘（今河南淮阳），以“龙”为图腾，風姓是中国传说时代「伏羲」的姓。
《欽定古今圖書集成》引《鳧山人祖廟碑記》（金·田肇）記載：“混沌肇分，天地开辟。有民人则有君长，自盘古而来，遐哉邈乎。其详不可得闻。太古既远，三皇迭兴。为皇初之首者，伏羲也。按《帝王世纪》：伏羲，风姓，有大圣德，继天而王，位正东方，象日之明，以木德而治天下。仰以观乎天文，俯以察乎地理。近取诸身，远取诸物，始画八卦，以通神明之德，以类万物之情。”
《天皇至道太清玉冊》（明·朱權）記載：“天皇，即大昊伏羲氏，以木德王也，以元始之玄炁化生者也。紀號曰東華至真蒼天上帝，仰觀俯察，得龍馬負圖而畫卦命象，始制書契以開萬有。”

## 传说的演变

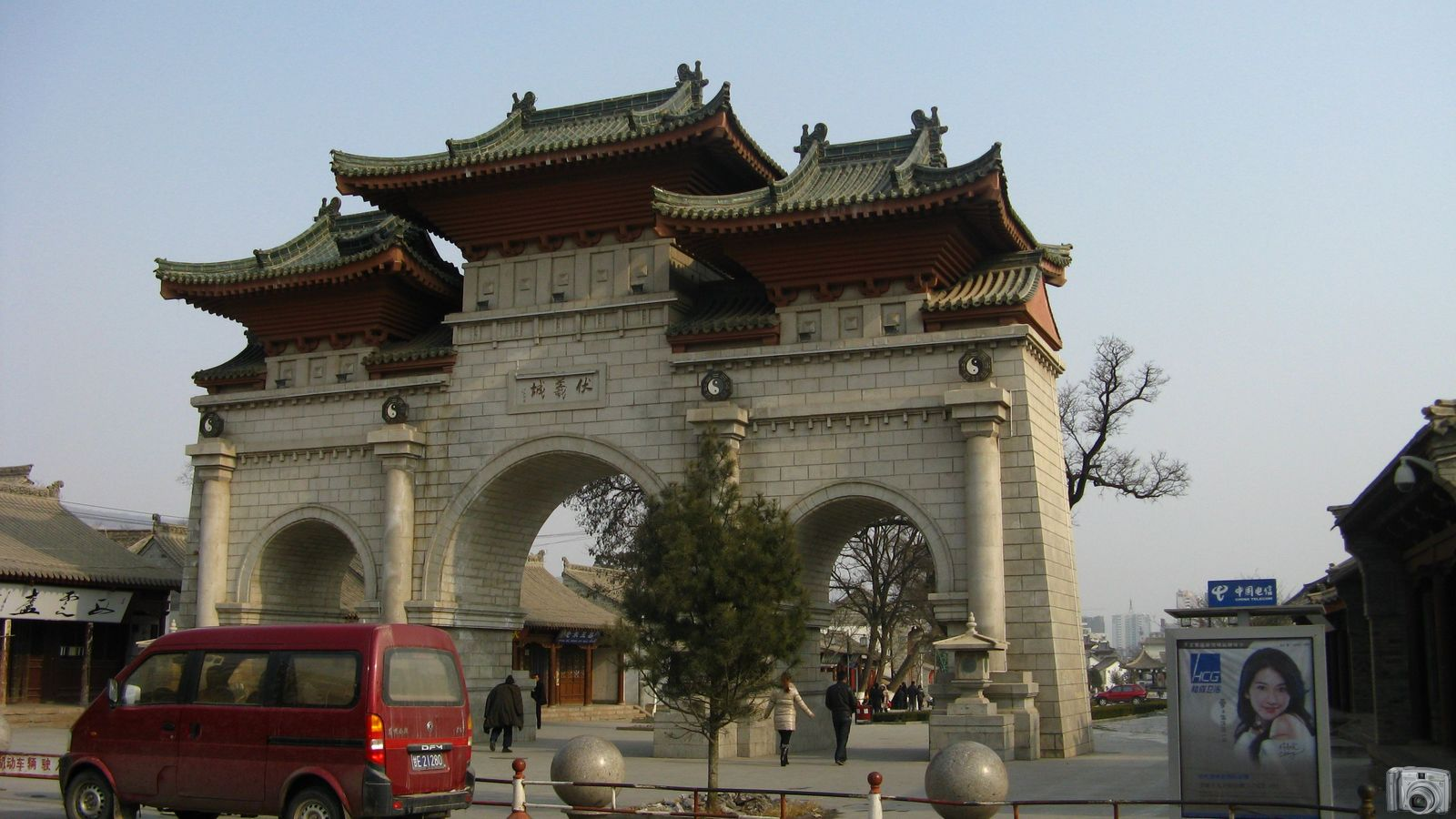
甘肅天水伏羲城

根据战国时期出土文献《楚帛书》甲篇的记载，伏羲是楚国神话中的始祖神、创世神。
有说法认为伏羲与太昊原为两人，太昊以玄鸟为图腾，为东夷部族的祖先之一。如《左传》记载：“秋，郯子来朝，公与之宴。昭子问焉，曰：‘少皋氏鸟官名，何故也？’郯子曰：‘吾祖也，我知之。……我高祖少皋挚之立也，凤鸟适至。故纪于鸟，为鸟师而鸟名”，至西汉刘歆《世经》，刘歆出于将五德终始说由五行相克改为五行相生的目的，修改并扩充了帝王的五德谱系，在此过程中为了调和现存世系记载与其理论的矛盾，宣布神农就是炎帝、伏羲就是太昊。自此，伏羲成为「太昊伏羲氏」，太昊的一些特性，如风姓，也被嫁接到伏羲身上。
近代有学者认为伏羲即盘古氏，或认为盘古神话与伏羲神话属于同源的神话谱系。學者以文字學的角度考証盘古氏，“盘”字古义为开端，“古”即葫芦，寓意生命繁衍。黃帝取代炎帝，擊敗蚩尤後，炎帝、蚩尤等部落的一部分从黄河流域迁徙到南方以后，其先祖伏羲在传说中演变为盘古，流传入後來南方少数民族当中，演变出“盘古开天”的传说，而盘古传说开始出现後，伏羲的地位便开始低落了。
不過，当代亦有学者认为盘古神话与伏羲神话属于两个不同的神话谱系，盘古神话与盘瓠神话没有关。

## 影響
河南淮阳有太昊陵庙（伏羲陵）。

## 圖集

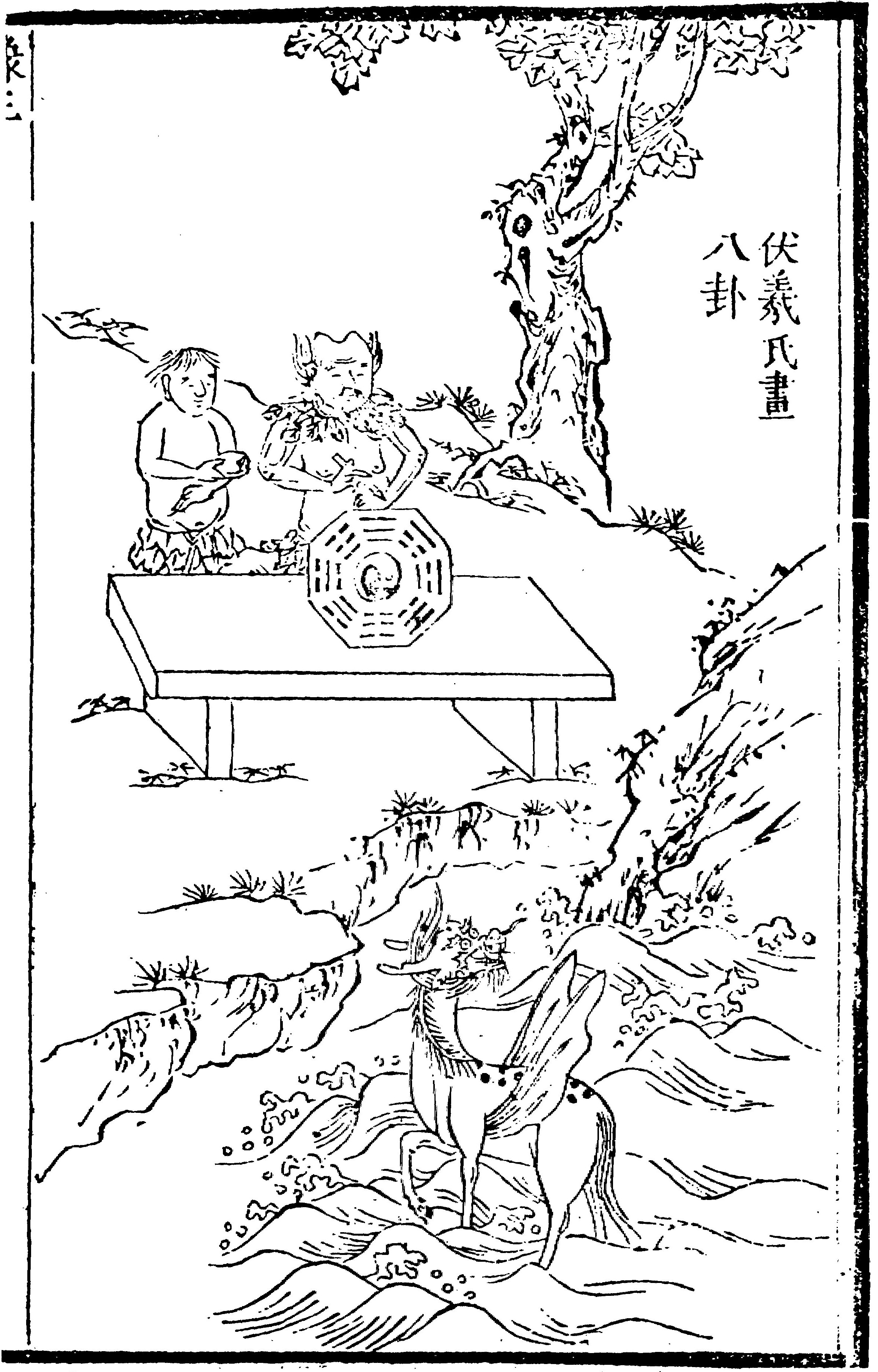
伏羲氏畫八卦
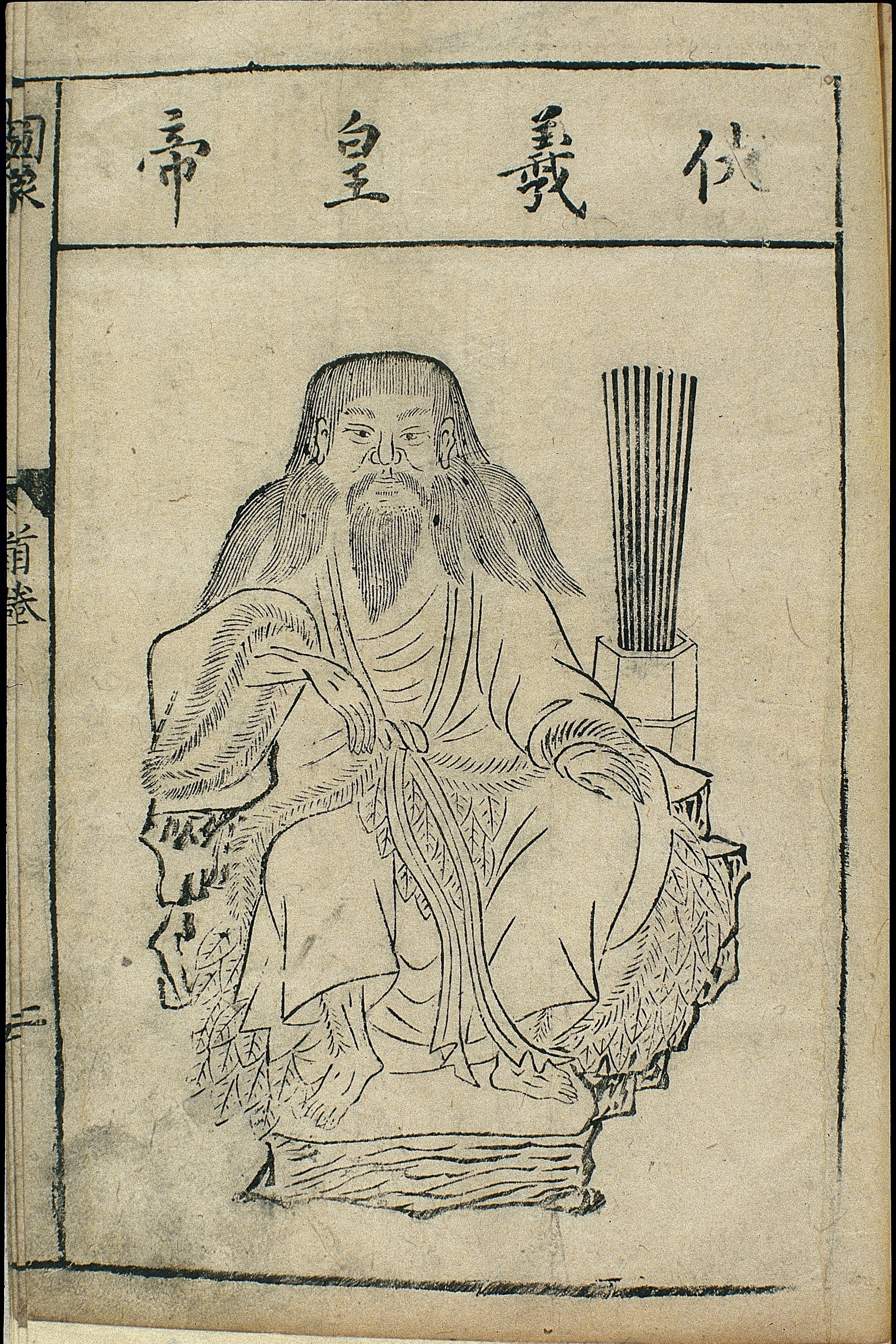
伏羲皇帝
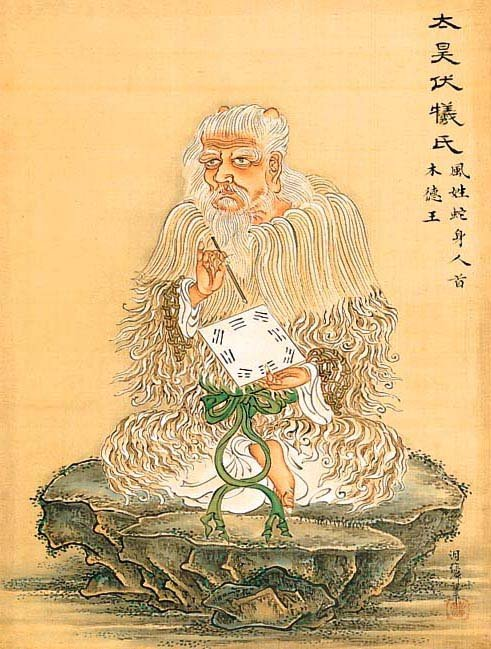
太昊伏羲氏
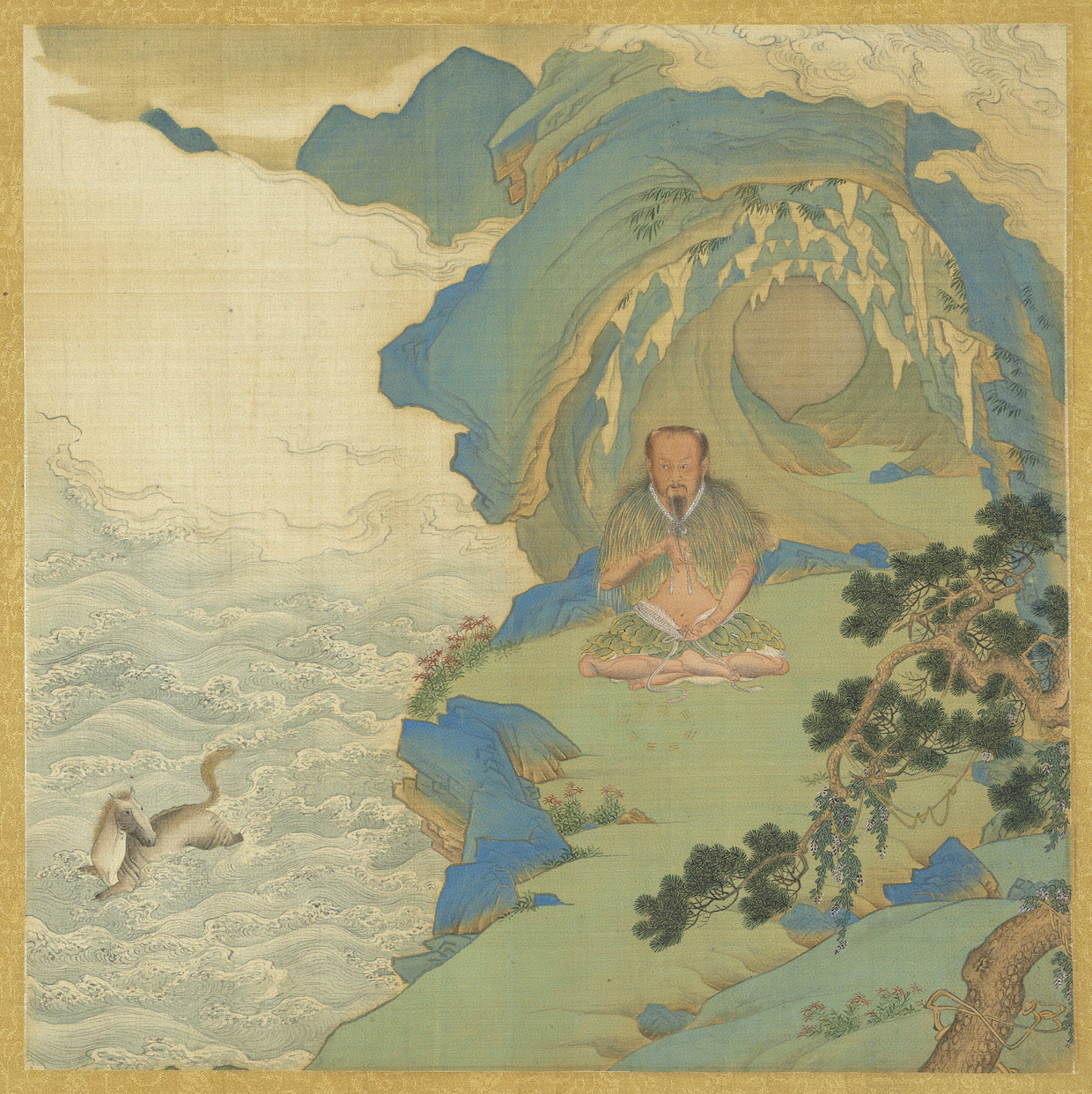
畫帝王道統萬年圖，仇英繪
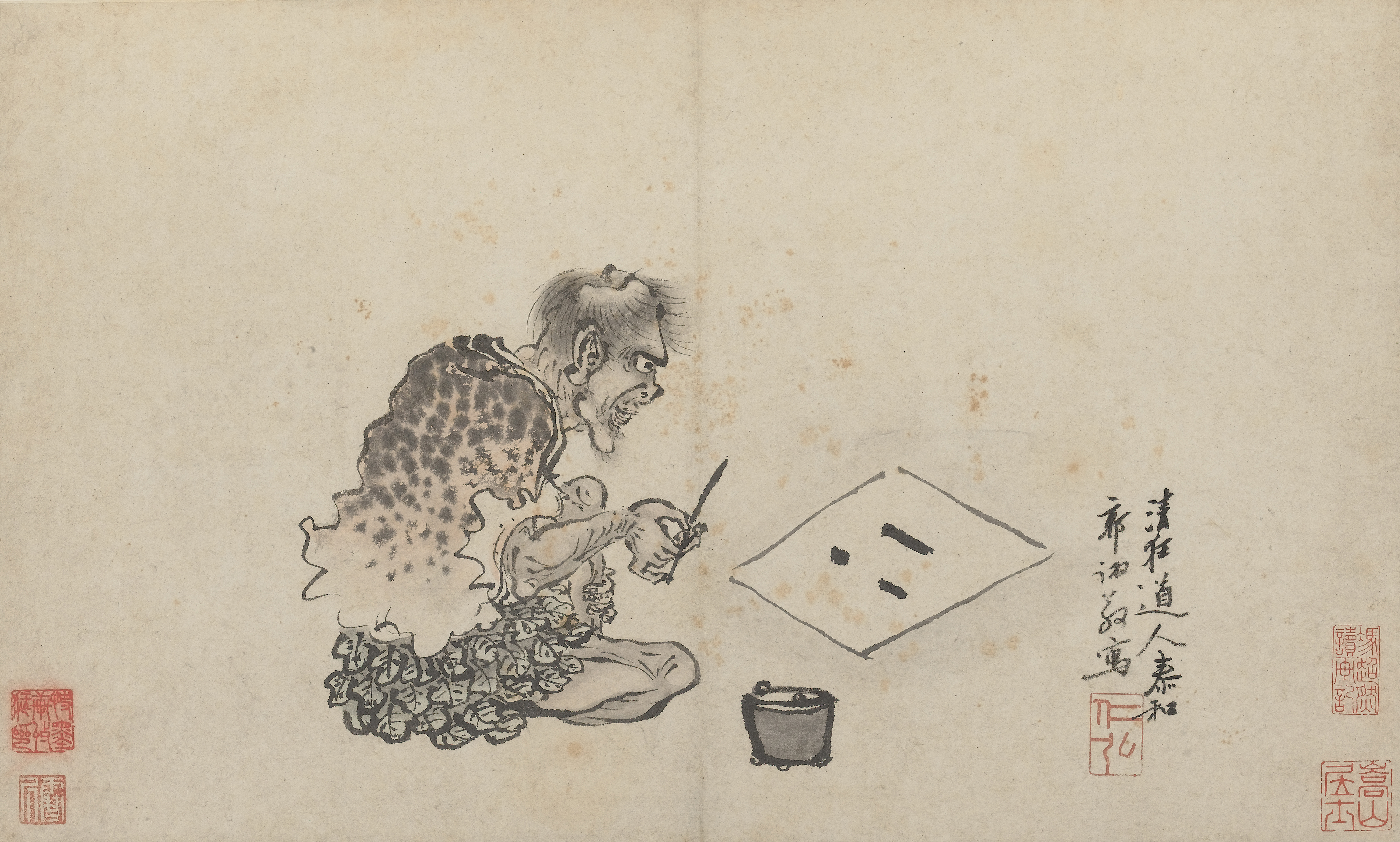
伏羲看卦，郭诩繪
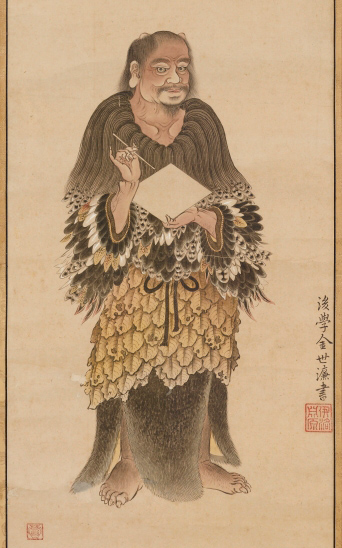
伏羲像，狩野山雪繪
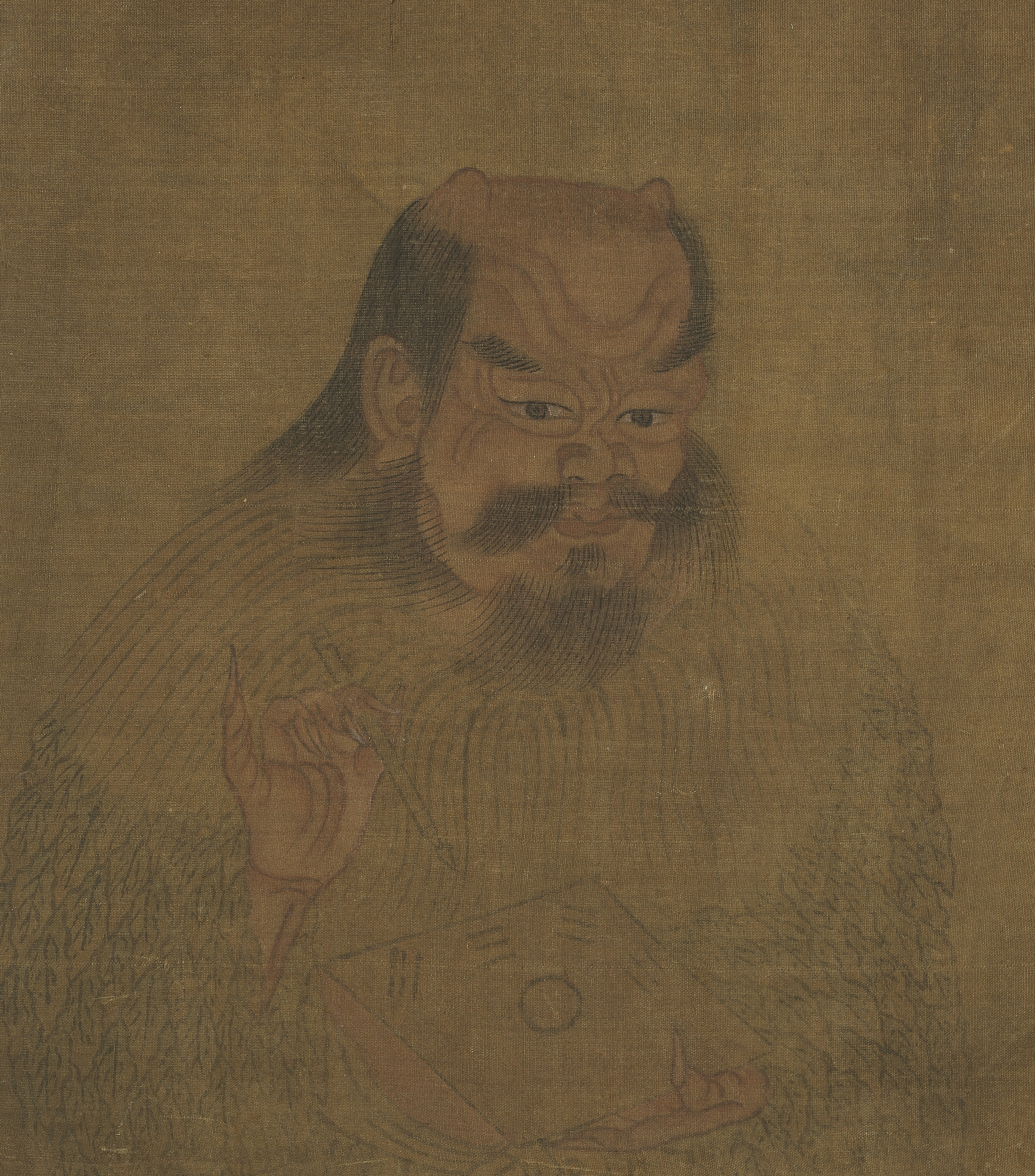
歷代帝王半身像冊，太昊伏羲氏
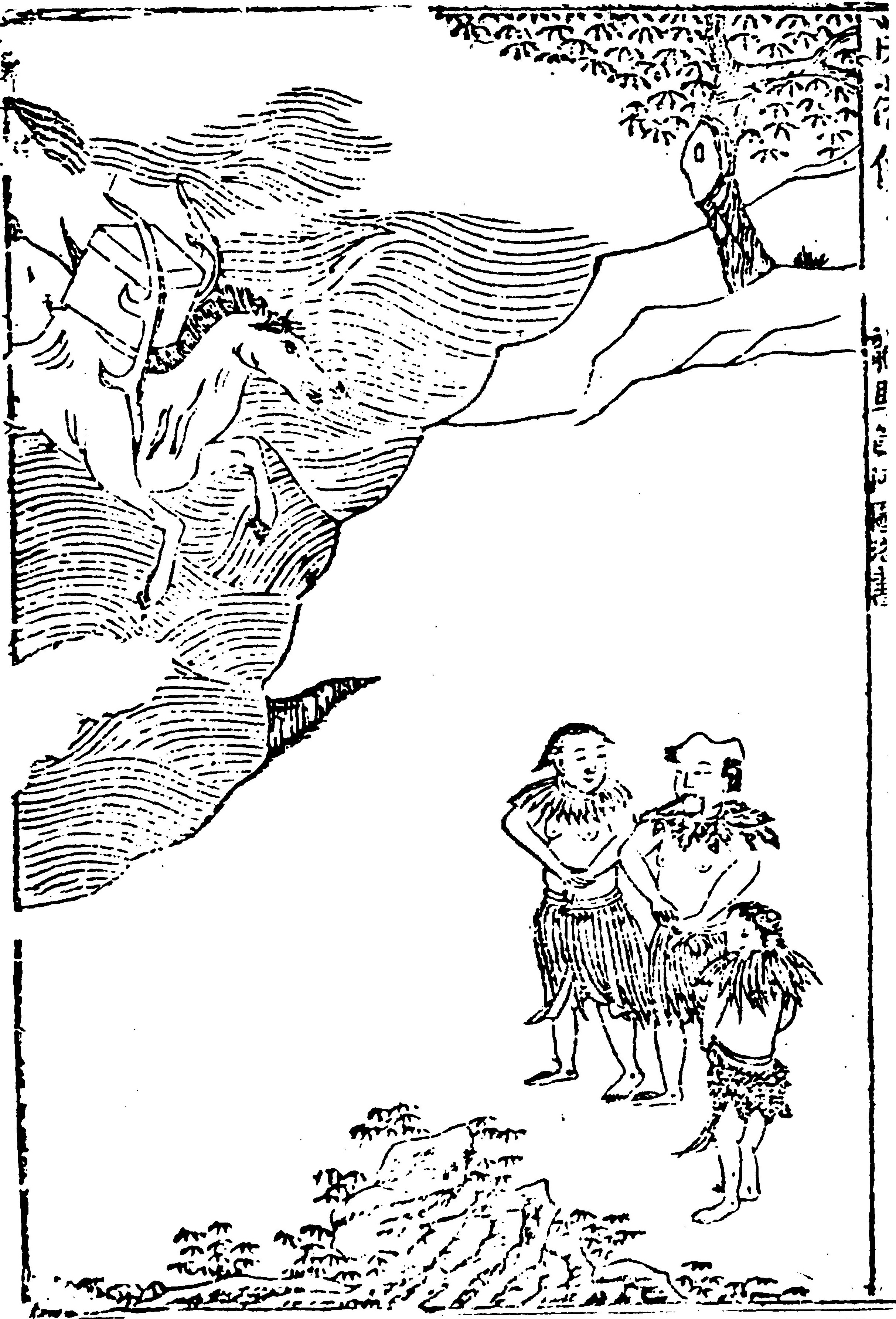
龍馬負河圖洛書
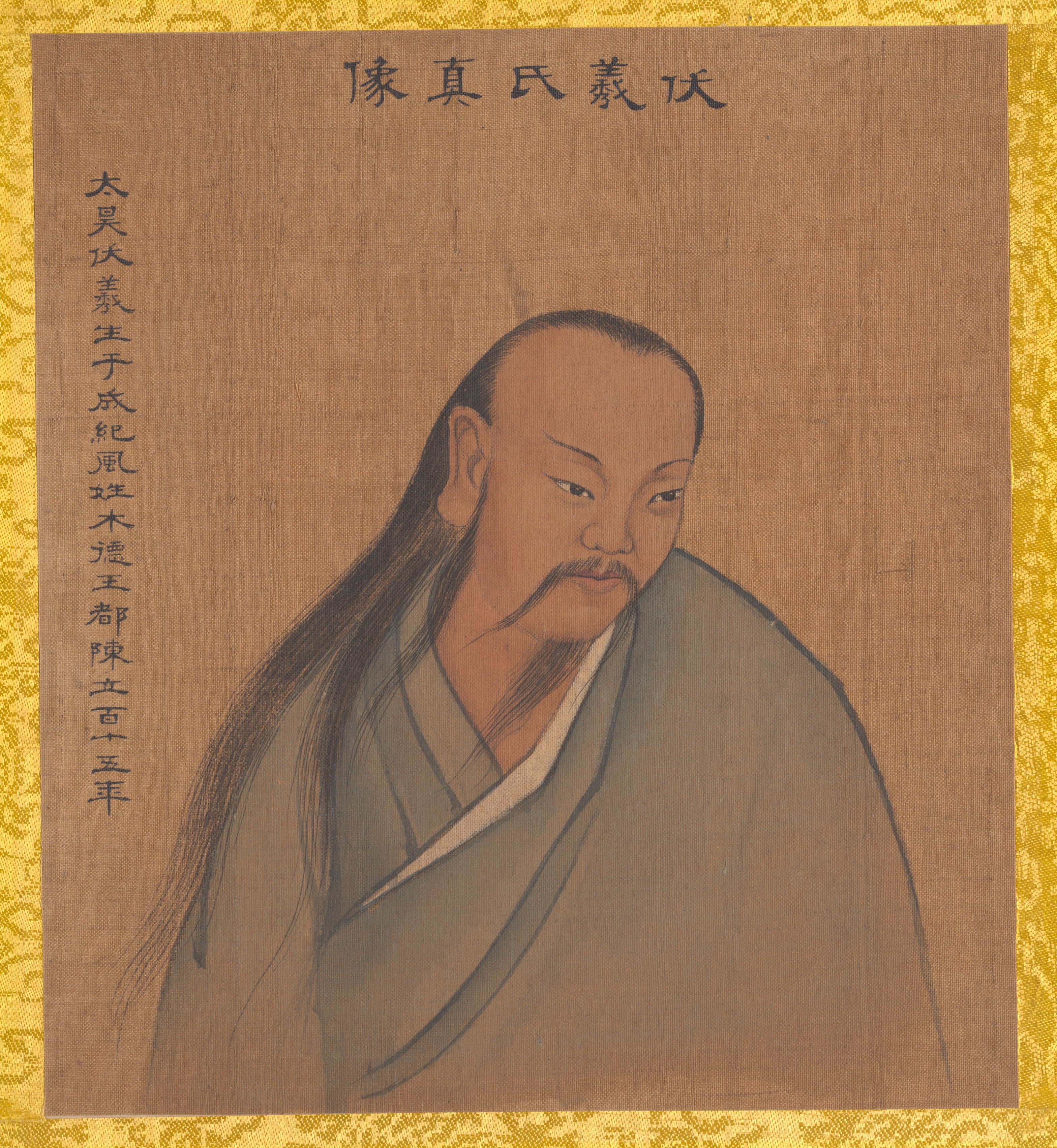
伏羲氏真像

## 影視形象

### 電視劇
- 2000年大陸版電視劇《伏羲女媧》：黃志忠飾伏羲
- 2003年陸港合拍電視劇《奔月》：鄭則仕飾伏羲
- 2004年香港版ATV電視劇《我和殭屍有個約會III之永恆國度》：鄭浩南飾伏羲
- 2005年大陸版電視劇《天地傳奇》：焦恩俊飾伏羲
- 2009年大陸版電視劇《仙劍奇俠傳三》：范明飾演天帝伏羲
- 2010年大陸版電視劇《传说》：劉德凱飾伏羲
- 2014年大陸版電視劇《英雄时代·炎黄大帝》：張紀中飾伏羲

### 電影
- 2009年大陸版電影《人皇伏羲》：譚耀文飾伏羲

## 遊戲
- 無雙大蛇系列，安元洋貴配音
- 仙劍奇俠傳四
- 仙劍奇俠傳五
- 仙劍奇俠傳五前傳